# Ивановка (Саргатский район)
Ивановка — деревня в Саргатском районе Омской области России. Входит в состав Андреевского сельского поселения.

## География
Деревня находится в центральной части Омской области, к северу от реки Иртыш, на расстоянии примерно 11 километров (по прямой) к северо-востоку от посёлка городского типа Саргатское, административного центра района. К югу от деревни расположено озеро Бикуль. Абсолютная высота — 84 метра над уровнем моря.

## История
Основано в 1949 году путем переселения жителей деревни Сибирская Саргатка на новое место.

## Население
| 2010 |
| ---- |
| 580  |

Гендерный состав
По данным Всероссийской переписи населения 2010 года в гендерной структуре населения мужчины составляли 46,7 %, женщины — соответственно 53,3 %.
Национальный состав
Согласно результатам переписи 2002 года, в национальной структуре населения русские составляли 95 %.

## Инфраструктура
В деревне функционирует средняя общеобразовательная школа.

## Улицы
Уличная сеть деревни состоит из шести улиц.